# Islas Marín
Fotografía de las Islas Marin
Islas Marín es un archipiélago de dos islas, llamadas Marín Este (East Marin), y Marín Oeste (West Marin), situadas en las afueras de San Rafael, California en la Bahía de San Pablo una extensión de la Bahía de San Francisco. Las islas conforman el Refugio Nacional de vida salvaje Islas Marín, que fue establecido en 1992. La superficie costera sumergida alrededor también se incluye en el refugio.
La isla Marin oeste, tiene una elevación máxima de 26 metros (85 pies) por encima de la aguas de la bahía, donde esta la mayor colonia de garzas y garcetas en la bahía de San Francisco.
La isla Marín este, antes un lugar de vacaciones de primer orden, ahora cuenta con una variedad de plantas introducidas y nativas y proporciona material crítico para la anidación y funciona como sitio de descanso de la colonia cercana.
Cabe destacar que estas islas deben su nombre a que las mismas pertenecen a la duquesa Lisayoana Marín